# 勃艮第语
勃艮第语（勃艮第语：bregognon），又称勃艮第-莫尔旺语（法語：Bourguignon-morvandiau），是罗曼语族奥依语的一支，使用于法国勃艮第地区，特别是莫尔旺山区。